# جون بارتليت (سائق سباق)
جون بارتليت (بالإنجليزية: John Bartlett)‏ هو سائق سباق بريطاني، ولد في 19 يناير 1955 في هوف في المملكة المتحدة.